# Toponomia
Toponomia é uma disciplina em biologia de sistemas, biologia celular molecular e histologia relativa ao estudo do toponomo de organismos. É o campo de estudo que se propõe a decodificar o toponomo completo na saúde e na doença (o projeto do toponomo humano) — que é o próximo grande desafio da biotecnologia humana depois de decodificar o genoma humano.
Um toponomo é o código de rede espacial de proteínas e outras biomoléculas em células e tecidos morfologicamente intactos.
A organização espacial das biomoléculas nas células é revelada diretamente pela microscopia cicladora de imagens com resolução funcional ilimitada de parâmetros e dimensões. As estruturas de toponomo resultantes são organizadas hierarquicamente e podem ser descritas por um código de três símbolos.

## Etimologia
Os termos toponomo e toponomia foram introduzidos em 2003 por Walter Schubert com base em observações com microscópios cicladores de imagem (ICM).
Toponome derivado dos antigos substantivos gregos topos (τόπος, 'lugar, posição') e 'nomos' (νόμος, 'lei'). Portanto, toponomia é um termo descritivo que aborda o fato de que a rede espacial de biomoléculas nas células segue regras topológicas que permitem ações coordenadas.